# Romboid
În geometria euclidiană un romboid este un patrulater ale cărui patru laturi pot fi grupate în două perechi de laturi de lungime egală, laturile care formează o pereche fiind adiacente. Prin contrast, un paralelogram are de asemenea două perechi de laturi de lungime egală, dar laturile pereche sunt opuse în loc să fie adiacente. Romboizii sunt cunoscuți și ca deltoizi, dar termenul „deltoid” se poate referi și la forma triunghiului, (de la forma literei grecești Δ ), respectiv la curba „deltoidă”, un obiect geometric fără legătură cu romboidul.
Romboidul, așa cum a fost definit anterior poate fi atât convex, cât și concav, dar de obicei termenul de „romboid” se referă la tipul convex. Varianta concavă este cunoscută sub forma vârf de săgeată, și este un tip de pseudotriunghi⁠(d).

## Cazuri particulare

Pavarea trihexagonală romboidală este formată din fațete identice romboidale cu unghiuri interne de 60°, 90° și 120°

Este posibil să se clasifice patrulaterele fie ierarhic (în care unele clase de patrulatere sunt submulțimi ale altor clase), fie prin clase (în care fiecare patrulater aparține unei singure clase).
Într-o clasificare ierarhică, un romb (un patrulater cu patru laturi de aceeași lungime) este considerat a fi un caz particular de romboid, deoarece este posibil să se grupeze laturile sale în două perechi de laturi adiacente de lungime egală, iar un pătrat este un caz particular de romb, care are unghiuri drepte, prin urmare este și el un caz particular de romboid.
Conform acestei clasificări, toți romboizii cu laturi echilaterale sunt romburi, iar toate romburile izogonale (care sunt prin definiție echilaterale) sunt pătrate.
Totuși într-o clasificare în clase, romburile și pătratele nu sunt considerate a fi romboizi și nu este posibil ca un romboid fie echilateral sau izogonal.
Din același motiv, într-o clasificare în clase formele care satisfac condițiile suplimentare ale altor clase de patrulatere, cum ar fi romboizii dreptunghici, nu ar fi considerate a fi romboizi.

## Caracterisici

Exemplu de romboizi convex și concav. Cel concav este numit „vârf de săgeată”.

Un patrulater este un romboid dacă și numai dacă oricare dintre următoarele condiții este adevărată. În plus, în terminologia din limba română două laturi care fac parte din perechi diferite sunt inegale.
- Există două perechi diferite de laturi adiacente egale (prin definiție).
- O diagonală este bisectoarea celeilalte diagonale și este perpendiculară pe ea.[5] (În cazul concav o diagonală intersecteză prelungirea celeilalte diagonale.)
- O diagonală este o axă de simetrie (împarte patrulaterul în două triunghiuri congruente care sunt imagini în oglindă unul cu celălalt).[6]
- O diagonală este bisectoarea unei perechi de unghiuri opuse.[6]

## Simetrie
Romboizii sunt patrulatere care au o axă de simetrie de-a lungul uneia dintre diagonalele lor.

## Proprietăți fundamentale
În orice romboid diagonalele sunt perpendiculare. În plus, una dintre diagonale (axa de simetrie) este mediatoarea celeilalte și bisectoarea celor două unghiuri de la vârfurile prin care trece. Cele două unghiuri din vârfurile opuse care nu sunt traversate de axa de simetrie sunt egale.

## Arie
Deoarece un romboid este un patrulater cu diagonalele perpendiculare, aria sa, A, poate fi calculată ca jumătate din produsul lungimilor diagonalelor p și q:
{\displaystyle A={\frac {p\cdot q}{2}}.}
Alternativ, dacă a și b sunt lungimile laturilor neegale iar θ este unghiul dintre ele, atunci aria este
{\displaystyle \displaystyle A=ab\cdot \sin {\theta }.}

## Cercuri tangente
Orice romboid convex are un cerc înscris, adică există un cerc tangent la toate cele patru laturi. Există și un cerc exînscris, tangent la prelungirile celor patru laturi.
Orice romboid concav are două cercuri tangente la toate cele patru laturi sau extensiile lor: unul este în interiorul romboidului și este tangent la cele două laturi opuse vârfului concav, iar celălalt este în exterior și este tangent la cele două laturi adiacente vârfului concav.

## Dual
Patrulaterul dual unui romboid este trapezul isoscel. Dualitatea laturi-unghiuri ale acestora este prezentată în tabelul următor.
| Trapez isoscel                                     | Romboid                                              |
| -------------------------------------------------- | ---------------------------------------------------- |
| Două perechi de unghiuri adiacente egale           | Două perechi de laturi adiacente egale               |
| O pereche de laturi opuse egale                    | O pereche de unghiuri opuse egale                    |
| O axă de simetrie printr-o pereche de laturi opuse | O axă de simetrie printr-o pereche de unghiuri opuse |
| Cerc circumscris                                   | Cerc înscris                                         |